# The Girl Who Slept Too Little
The Girl Who Slept Too Little, también conocido como The Girl Who Knew Too Little, y llamado La niña que dormía demasiado poco en España y La niña que dormía muy poco en Hispanoamérica, es un episodio perteneciente a la decimoséptima temporada de la serie animada Los Simpson, emitido originalmente el 18 de septiembre de 2005 y el 23 de julio de 2006 en Hispanoamérica. El episodio fue escrito por John Frink y dirigido por Raymond S. Persi. En este episodio, Lisa desarrolla pesadillas cuando un cementerio es construido cerca de la residencia Simpson.
Este es el último episodio emitido de Los Simpson usando animación con tinta y pintura digital, y marcó el cambio permanente de la serie a esa técnica. Desde el siguiente episodio, "Milhouse of Sand and Fog", "Los Simpson" se ha animado con secuencias animadas por computadora. El programa había utilizado previamente la animación digital en "Radioactive Man", "Tennis the Menace" de la temporada 12 y "The Great Louse Detective", de la temporada 14 principalmente para probar la técnica.

## Sinopsis
Cuando la construcción de un  museo de sellos despierta a los Simpson, todos en  Springfield protestan contra su construcción al ritmo de la canción Eve of Destruction. Pronto, el  Alcalde Quimby, lo traslada a donde solía estar el cementerio de Springfield, y el cementerio se traslada al lado de la casa de los Simpson. Lisa es el único miembro de la familia cuya habitación da a ella. Lisa tiene miedo y no puede dormir por la noche, y termina durmiendo con  Homer y  Marge. La noche siguiente, Lisa conoce a un hombre de pelo blanco conocido como el sepulturero Billy, que es el primo de Groundskeeper Willie. Después de que una mano sale de una tumba, Lisa va a la habitación de Marge y Homer y hace la promesa de que si van al Museo de Estampillas de Springfield, Lisa dormirá en su habitación. En el museo hay una conferencia para el libro de Milton Burkhart "La tierra de las bestias salvajes", y un anuncio basado en el libro de un restaurante llamado The Hillside Wrangler.
Lisa entonces siente que puede dormir en su habitación con el cementerio, pero ya tiene miedo y duerme en la habitación de Homer y Marge. Homer y Marge luego vuelven a casa, y Marge le dice a Lisa que está rompiendo su promesa. Luego, Marge y Homer pasan una noche en la habitación de Lisa y descubren lo aterradora que es realmente la vista. Luego, Marge y Homer se ponen en contacto con un psicólogo y descubren que es caro y que la mayoría de sus miedos los resolverá ella misma, ya que no fue criada lo suficiente cuando era bebé. Lisa, sin embargo, no quiere ir a ver a un terapeuta, y va con  Bart y Santa's Little Helper para superar sus miedos en el cementerio, pero Bart y Santa's Little Helper se van.
Lisa luego cambia de opinión, pero la puerta está cerrada y Lisa se queda sola. Luego, la cabeza de Lisa es golpeada por una lápida y se desmaya. Mientras tanto, Marge y Homer se preocupan porque Lisa y Bart no hacen nada más que ver dibujos animados de Itchy & Scratchy. Entonces Lisa está en un sueño, donde es devorada por un esqueleto, y luego está en una red en un estanque de lodo con una babosa que se parece a  Milhouse, y una araña que se parece a Bart. Entonces Lisa tiene otra visión, con los monstruos de "Land of the Wildbeasts", y Lisa descubre que son divertidos, en lugar de atemorizantes, y que está bien tener miedo. Marge y Homer luego encuentran a Lisa, la despiertan y se van a casa.